# (10145) 1994 CK1
A (10145) 1994 CK1 egy földközeli kisbolygó. A Spacewatch projekt keretében fedezték fel 1994. február 10-én.

## Kapcsolódó szócikk
- Kisbolygók listája (10001–10500)